# HK G11
Das Gewehr G11 ist ein Sturmgewehr des deutschen Waffenherstellers Heckler & Koch, das zwischen 1968 und 1990 entwickelt wurde. Die Waffe verwendet spezielle hülsenlose Munition im Kaliber 4,73 × 33 mm.

## Geschichte
Ende der 1960er-Jahre, als die Einführung neuer Kaliber für Handfeuerwaffen in der Bundeswehr diskutiert wurde, erhielten mehrere Firmen vom Verteidigungsministerium Studienaufträge für neue Waffenkonzepte. Dabei waren folgende Merkmale vorgegeben:
- kleines Kaliber,
- kompakte Bauform,
- geringe Störanfälligkeit,
- einfache Bedienung,
- große Treffsicherheit.

Die absolute Funktionssicherheit war dabei für das Verteidigungsministerium ein entscheidender Faktor, zu dessen Erfüllung auch Abstriche bei der Präzision gemacht werden durften. Im Zuge der ersten Entwicklungsversuche wurde deutlich, dass die geforderten Eigenschaften nicht alle in einer Handfeuerwaffe konventioneller Konstruktion vereint werden konnten. Damit wurde die Entwicklung einer neuen Waffe beschlossen, die besonders durch hülsenlose Munition und das in der Waffe schwimmend gelagerte Verschlusssystem die Kriterien Präzision und Treffsicherheit erfüllen sollte. Als Visiereinrichtung sollte ein Reflexvisier der Hensoldt-Werke dienen.
Die ersten Prototypen wurden im Oktober 1971 vorgestellt, die noch das Kaliber 4,9 mm sowie eine seitliche Munitionszuführung verwendeten. Die beiden Systeme bewiesen jedoch die grundsätzliche Realisierbarkeit der geforderten Merkmale. 1974 stellte Dynamit Nobel die Herstellung der hülsenlosen Munition auf 4,3 mm um, was die Produktion neuer Prototypen um einige Monate zurückwarf. Diese waren erst im Juli 1975 verfügbar und erbrachten bei Tests im Feuerstoßmodus bereits 1800 Schuss/Minute. Allerdings zeigte sich hier bereits das Problem der Überhitzung der Waffe durch die fehlenden Metallhülsen.
Im folgenden Jahr wurde das Kaliber erneut geändert, da das Geschoss nicht die erwarteten Leistungen erbrachte. So wurden die Munition und das Waffensystem auf 4,75 mm umgestellt. Das Reflexvisier entfiel zugunsten eines Zielfernrohrs. Das endgültige Kaliber 4,73 mm wurde 1979 eingeführt. Bis 1989, dem Zeitpunkt der Fertigung des finalen Prototyps, wurde unter anderem das äußere Erscheinungsbild der Waffe mehrfach geändert sowie die Verwendung unterschiedlicher Materialien für das Gehäuse erprobt. Diese letzte Version wurde als G11 K2 bezeichnet. Während dieser Zeit durchlief das G11 mehrere Vergleichstests verschiedener Nationen; die Bundeswehr erprobte 27 Exemplare an verschiedenen Truppenschulen.
Die Truppentauglichkeit wurde der Waffe von der Bundeswehr im Jahre 1990 bescheinigt. Nach der Wiedervereinigung Deutschlands wurde jedoch darauf verzichtet, die Waffe in die Bundeswehr einzuführen. Seit 1976 waren über 90 Millionen DM Steuergelder in das Projekt geflossen. Am 25. Juni 1993 bestätigte das Verteidigungsministerium endgültig, dass das G11 nicht für die Bundeswehr beschafft werden würde.
Die Technologie des Gewehrs wurde 2004 von der AAI Corporation für das Lightweight-Small-Arms-Technologies-Programm lizenziert.

## Besonderheiten der Konstruktion

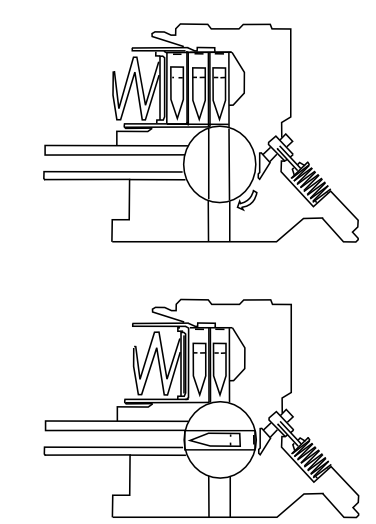
Schema des Verschlusses

### Drei-Schuss-Feuerstoß
Bei der Entwicklung der Waffe legte H&K besonderen Wert auf die Möglichkeit zum Drei-Schuss-Feuerstoß, um eine hohe Trefferwahrscheinlichkeit bei akzeptablem Munitionsverbrauch zu gewährleisten. Die Waffe muss dabei die Projektile sehr schnell hintereinander abfeuern, damit der Rückstoß für den Schützen erst nach dem dritten Schuss spürbar wird. Ansonsten kommt es zu einem Verziehen der Waffe, das sich negativ auf die Trefferwahrscheinlichkeit des zweiten und dritten Schusses auswirkt.

### Hülsenlose Munition

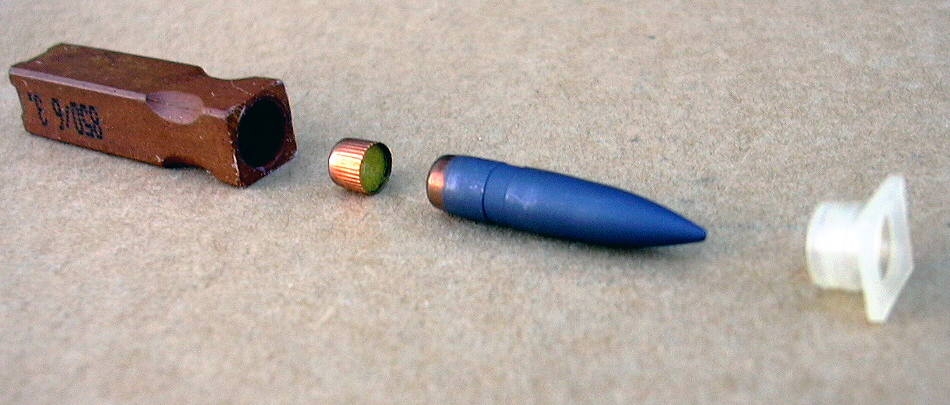
Einzelteile der hülsenlosen Patrone

Um diese Schussfolge zu erreichen, setzte H&K auf hülsenlose Munition, die speziell von der Firma Dynamit Nobel für das G11 entwickelt wurde. Dadurch wird der zeitlich und mechanisch aufwändige Auswurf der Patronenhülse vermieden, allerdings entfällt dadurch auch die Kühlung und thermische Isolation durch die Hülsen. Deshalb neigte das G11 leicht zur Überhitzung und sogar zur Selbstentzündung der im Patronenlager befindlichen Munition. Ein eigens entwickeltes hochtemperaturbeständiges Treibmittel löste diese Probleme jedoch.

## Vorgesehene Einführung in der Bundeswehr
Die Waffe nahm an verschiedenen Test- und Auswahlverfahren teil und wurde laufend weiterentwickelt. Anhand der konkurrierenden Waffen etwa im Rahmen einer Technologieerprobung der US Army konnte die Überlegenheit der Konstruktion und des theoretischen Waffenkonzepts ermittelt werden. Die Waffe wurde bis zur Einführungsreife entwickelt, jedoch als Standardwaffe der deutschen Bundeswehr nicht beschafft, da mit dem Zusammenbruch des Warschauer Pakts die Finanzierung der Beschaffung politisch nicht mehr durchsetzbar war.

## Technische Daten und Versionen

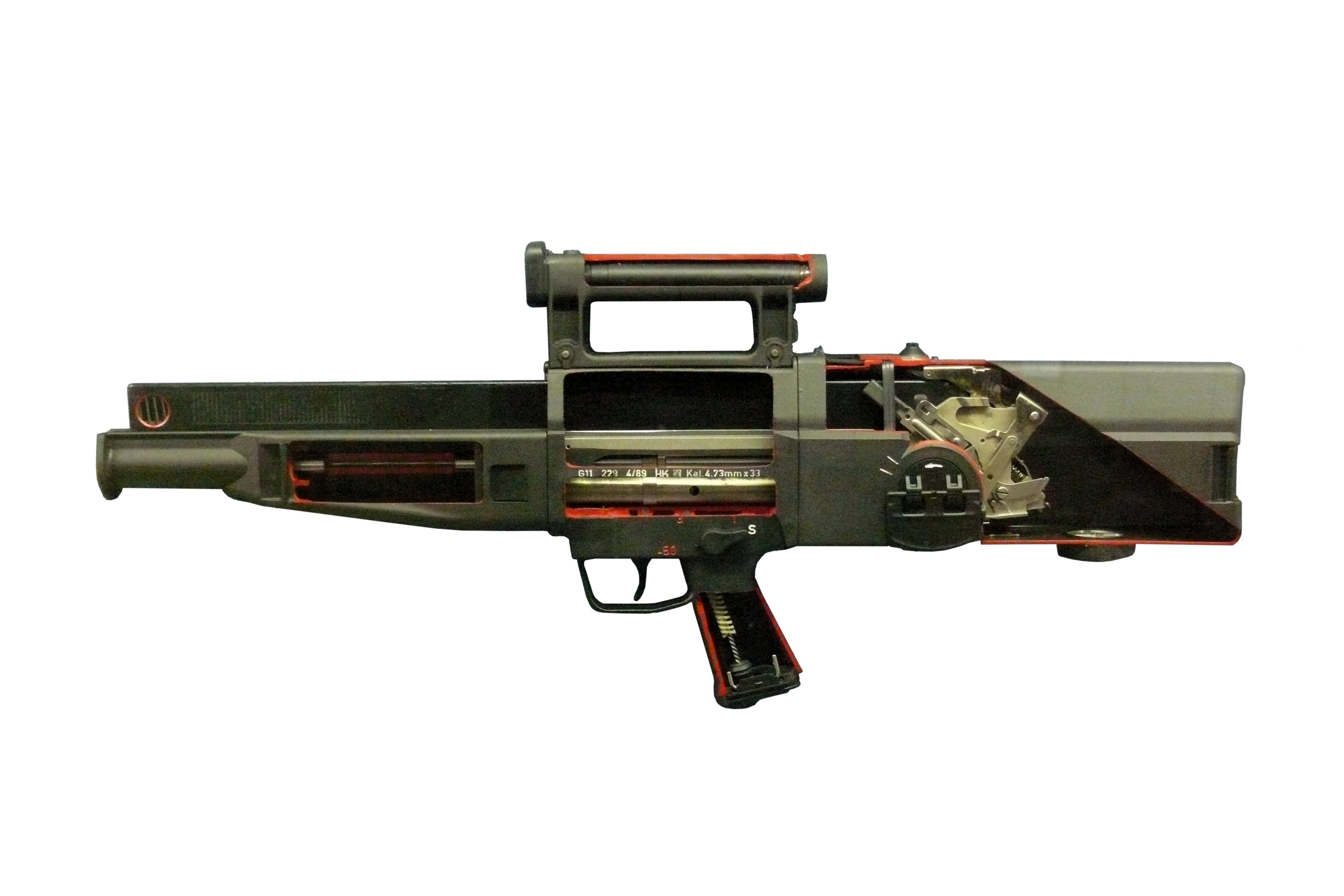
Schnittmodell des G11 (frühe Version)

Die Waffe verwendet einen rotierenden Verschluss. Das 750 mm lange G11 K2 wiegt mit zwei vollen Magazinen 4,8 kg. Maximal können drei Magazine mit je 45 Patronen auf der Waffe mitgeführt werden, seitlich sind weitere Ladestreifen möglich. Es handelt sich um einen aufschießenden Gasdrucklader mit Walzenverschluss. Im 3-Schuss-Modus beträgt die theoretische Kadenz 2000 Schuss/min, bei Dauerfeuer 500 Schuss/min. Am Mann wären laut Firmenangaben rund 500 Patronen mitgeführt worden, was dem Gewicht von rund 240 Patronen 5,56 × 45 mm NATO bzw. 100 Patronen im Kaliber 7,62 × 51 mm NATO entspricht. Das optische Einfach-Zielfernrohr bzw. Reflexvisier war serienmäßig vorgesehen.
Das mit einem automatischen Revolververschluss ausgestattete Maschinengewehr LMG11 hätte rund 300 Patronen als Munitionsblock in der Schulterstütze enthalten. Das Erscheinungsbild war mit dem G11 vergleichbar.
Die Pistolenversion PDW hätte bei gleichem Kaliber ein leichteres Geschoss mit kleinerer Pulvermenge verschossen. Mit 20 oder 40 Patronen im Pistolengriff ist die Waffe späteren Entwicklungen aus dem Hause Heckler & Koch ähnlich.